# لئونید ینگیباریان
لئونید ینگیباریان (ارمنی: Լեոնիդ Ենգիբարյան؛ زاده ۱۵ مارس ۱۹۳۵ – درگذشته ۲۵ ژوئیهٔ ۱۹۷۲) بازیگر، دلقک، و هنرمند سیرک ارمنی‌تبار اهل اتحاد شوروی بود.

## زندگی‌نامه
وی با نام اصلی لئونید ینگیباریان ارمنی: Լեոնիդ Ենգիբարյան در شهر مسکو از پدری ارمنی و مادری روس زاده شد. وی در آرامستان واگانکوفسکوی به خاک سپرده شد.

## گزیده فیلمشناسی
از فیلم‌ها یا برنامه‌های تلویزیونی که وی در آن نقش داشته‌است می‌توان به سایه‌های نیاکان فراموش‌شده (۱۹۶۴)، آیبولیت-۶۶ (۱۹۶۶) اشاره کرد.

## نگارخانه

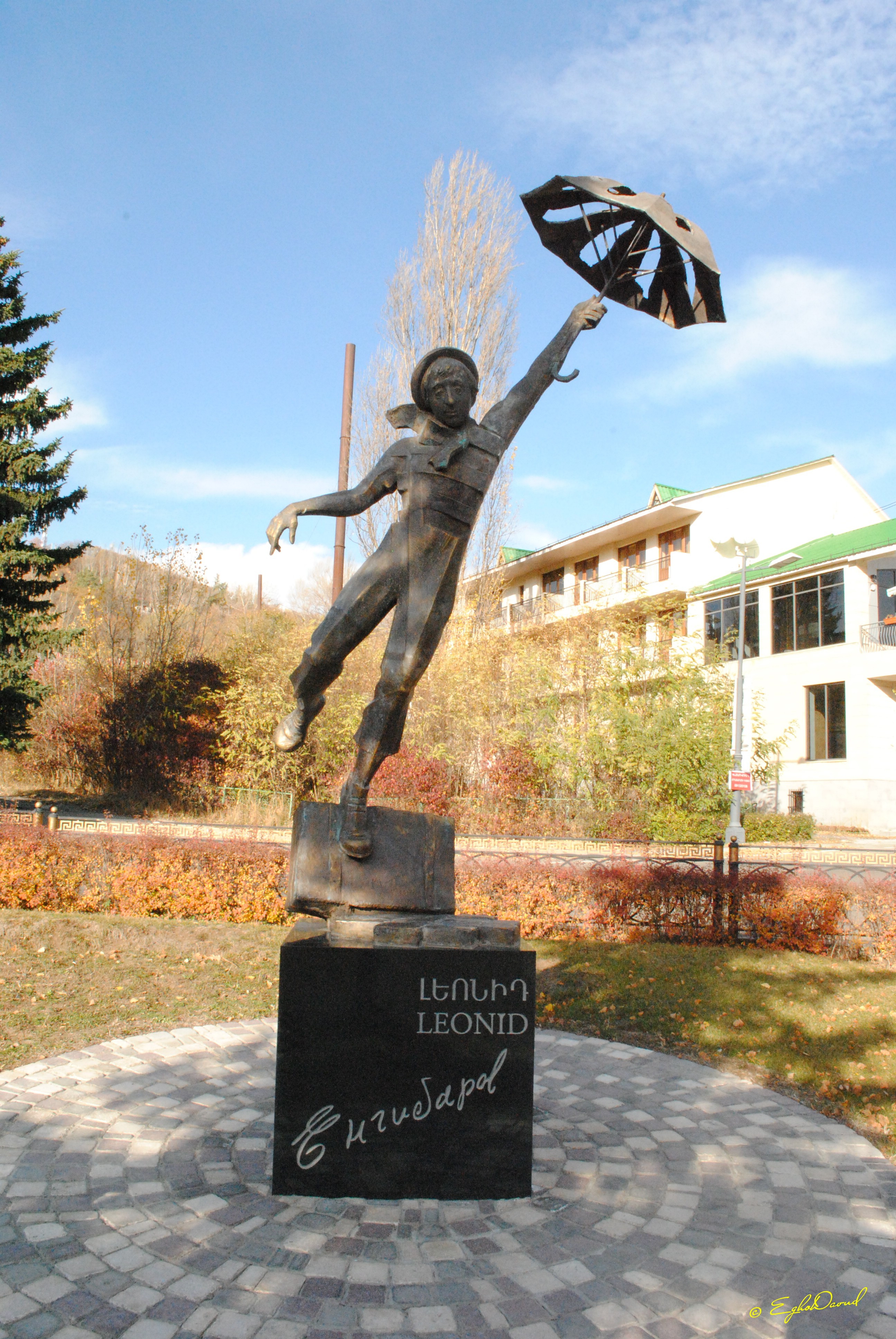
مجسمه لئونید ینگیباروف
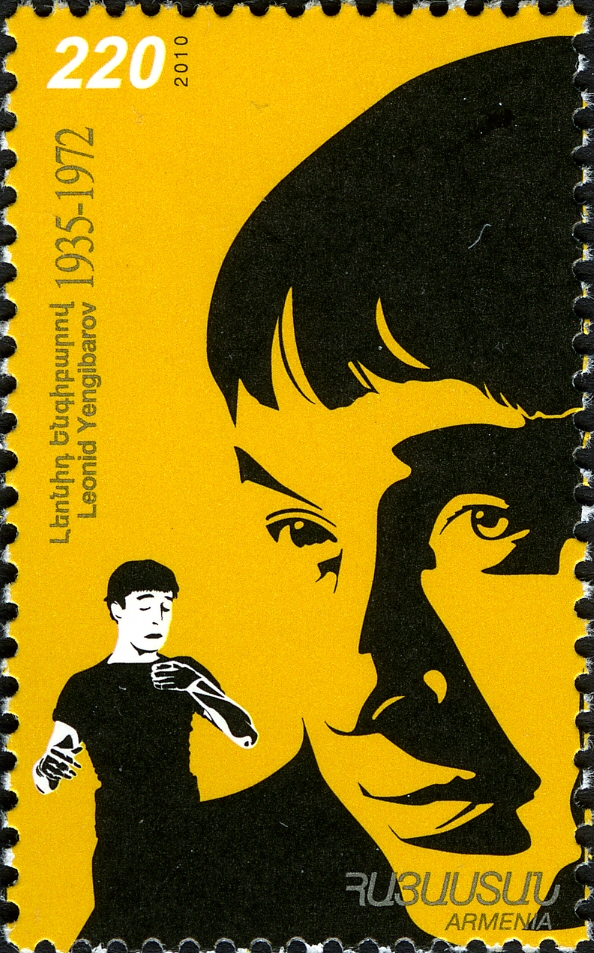
تمبر یادبود